# Cruz del Milagro
Cruz del Milagro är en ort i Mexiko.   Den ligger i kommunen Sayula de Alemán och delstaten Veracruz, i den sydöstra delen av landet, 500 km öster om huvudstaden Mexico City. Cruz del Milagro ligger 131 meter över havet och antalet invånare är 2 082.
Terrängen runt Cruz del Milagro är huvudsakligen platt. Cruz del Milagro ligger uppe på en höjd. Runt Cruz del Milagro är det ganska tätbefolkat, med 108 invånare per kvadratkilometer. Närmaste större samhälle är Acayucan, 11,2 km öster om Cruz del Milagro. Omgivningarna runt Cruz del Milagro är en mosaik av jordbruksmark och naturlig växtlighet.